# Erythrodiplax laurentia
Erythrodiplax laurentia är en trollsländeart som beskrevs av Borror 1942. Erythrodiplax laurentia ingår i släktet Erythrodiplax och familjen segeltrollsländor. Inga underarter finns listade i Catalogue of Life.